# Borussia Dortmund II
Borussia Dortmund II este un club de fotbal din Dortmund, Germania care evoluează în Regionalliga West.